# دان موري
دان موري (بالعبرية: דן מורי‏) (8 نوفمبر 1988 بتل أبيب في إسرائيل - ) هو لاعب كرة قدم إسرائيلي في مركز الدفاع. شارك مع منتخب إسرائيل تحت 21 سنة لكرة القدم ومنتخب إسرائيل لكرة القدم. أما مع النوادي، فقد لعب مع فيتيسه آرنهم ونادي بني يهودا تل أبيب.

## وصلات خارجية
- دان موري على موقع قاعدة بيانات كرة القدم.إي يو (الإنجليزية)
- دان موري على موقع ناشيونال فوتبول تيمز (الإنجليزية)
- دان موري على موقع Soccerway.com (الإنجليزية)